# Apatura obscurata
Apatura obscurata är en fjärilsart som beskrevs av Walter Karl Johann Roepke 1938. Apatura obscurata ingår i släktet Apatura och familjen praktfjärilar. Inga underarter finns listade i Catalogue of Life.